# Mauricio Soler

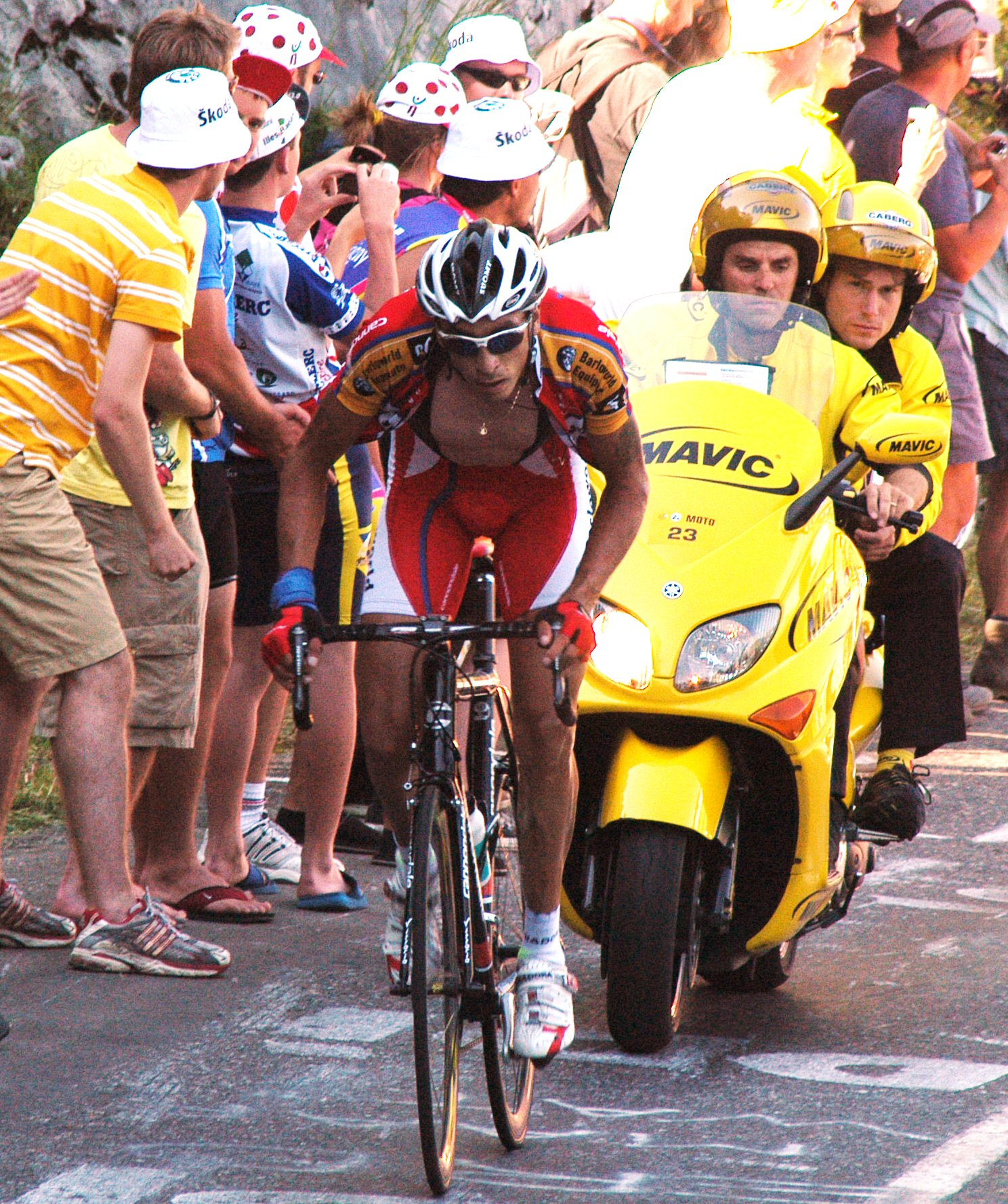
Soler am Anstieg zum Col de la Colombiere auf der 7. Etappe der Tour de France 2007

Juan Mauricio Soler Hernández (* 14. Januar 1983 in Ramiriquí, Boyacá) ist ein ehemaliger kolumbianischer Radrennfahrer.

## Karriere
2006 gewann Soler das französische Etappenrennen Circuit de Lorraine. Bei Mailand-Turin belegte er vorher schon den 25. Platz. Er fuhr in dieser Saison für das italienische Professional Continental Team Acqua e Sapone. Durch Wildcards nahm er auch schon an ProTour-Veranstaltungen teil. Soler wurde auch vom kolumbianischen Radsport-Verband für die Straßen-Radweltmeisterschaft in Salzburg aufgestellt. Er musste das Rennen allerdings vorzeitig beenden und schaffte es nicht ins Ziel.
Zur Saison 2007 wechselte er zum britischen Team Barloworld, das per Wildcard zur Tour de France zugelassen wurde. Dort konnte er am 17. Juli 2007 die neunte Etappe gewinnen und die Bergwertung gewinnen. Er gewann auch die Sonderwertung Souvenir Henri Desgrange.
Nachdem Soler zuvor die 2. Etappe der Tour de Suisse 2011 gewinnen konnte und für einen Tag das Gelbe Trikot trug, stürzte er als Zweiter in der Gesamtwertung zu Beginn der 6. Etappe am 16. Juni schwer und zog sich einen Schädelbasisbruch, einen Bruch des Sprunggelenks sowie Lungenverletzungen zu. Er wurde per Helikopter in das Kantonsspital St. Gallen transportiert und dort vorübergehend in ein künstliches Koma versetzt. Aufgrund einer Besserung seines Zustands konnte er Anfang Juli in seine Wahlheimat Spanien, nach Pamplona, verlegt werden und befindet sich seitdem in einer fortdauernden Rehabilitation, deren Ende nicht absehbar ist. Im Oktober, vier Monate nach seinem Sturz, konnte Soler das Krankenhaus in Pamplona verlassen und für Dezember ist die Rückkehr in seine Heimat nach Kolumbien geplant.
Am 18. Juli 2012 wurde bekannt, dass der Kolumbianer trotz seiner fortschreitenden Rehabilitation wahrscheinlich nicht mehr in den Radsport zurückkehren kann.

## Palmarès
2005
- eine Etappe Vuelta a Colombia

2006
- Gesamtwertung und eine Etappe Circuit de Lorraine

2007
- eine Etappe und  Bergwertung Tour de France
- Gesamtwertung und eine Etappe Burgos-Rundfahrt

2009
- Bergwertung Settimana Ciclistica Lombarda

2011
- eine Etappe Tour de Suisse

## Teams
- 2005 EPM-Orbitel
- 2006 Acqua & Sapone
- 2007–2009 Team Barloworld
- 2010–2011 Caisse d’Epargne / Movistar Team